# محمد برجي
خطأ لوا في mw.text.lua على السطر 25: bad argument #1 to 'match' (string expected, got nil).
محمد برجي (1981 المغرب) هو لاعب كرة قدم مغربي.شغل مركز مهاجم مع عدة أندية مثل الوداد الرياضي والجيش الملكي والدفاع الحسني الجديدي ونادي بهانغ ‏ الماليزي.

## روابط خارجية
- محمد برجي على موقع قاعدة بيانات كرة القدم.إي يو (الإنجليزية)